# Цися (храм)

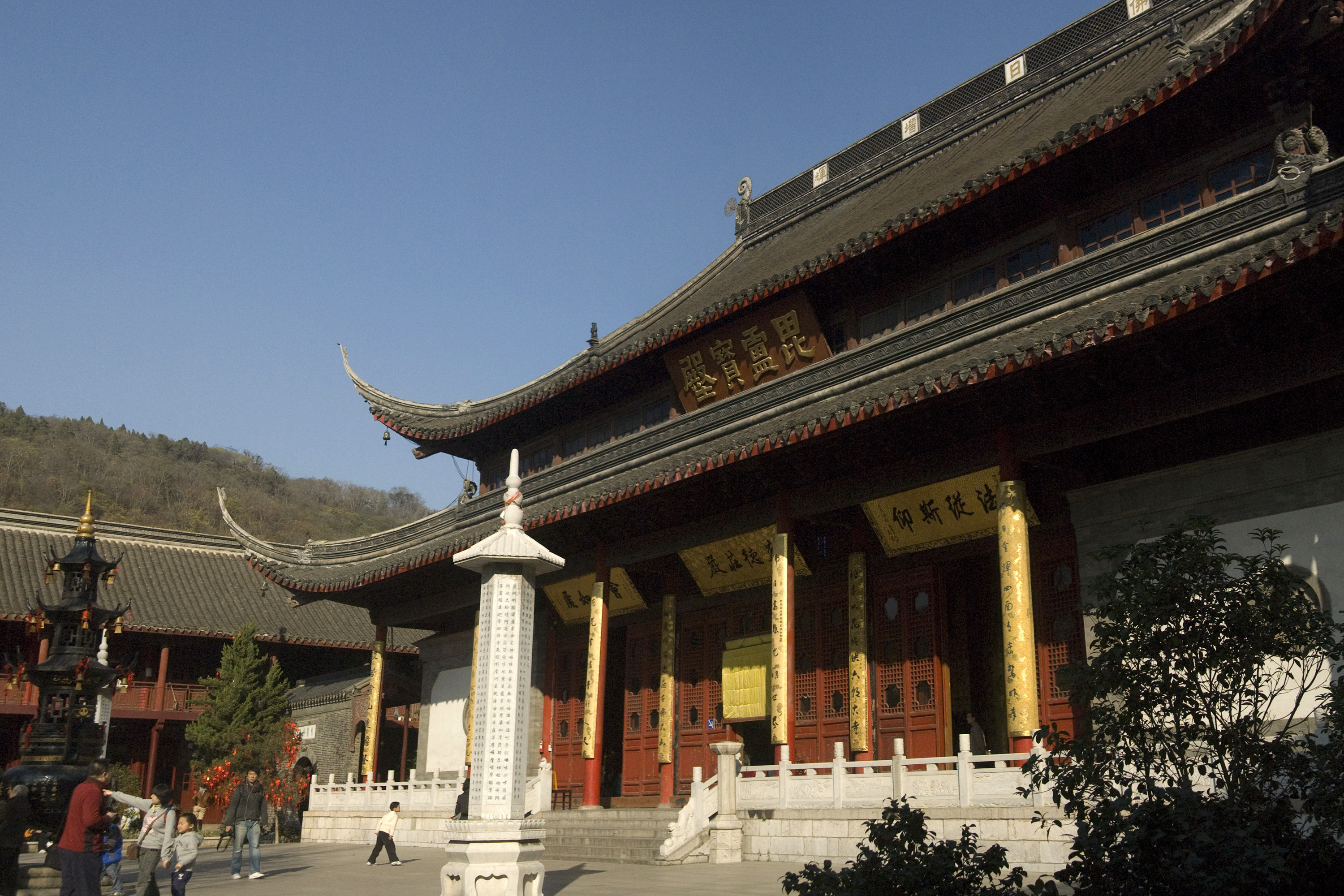

Цися (китайский: 栖霞; пиньинь: Qīxiá , букв. «прибежище бессмертных») — буддийский храм в Нанкинском районе Цися на горе Цися.
Построен в 489 г. н.э, современный вид приобрёл уже во времена империи Цин. Около храма в откосах горы расположены «Пещеры тысячи будд» — гроты с множеством скульптур.
Храму посвящён фильм о Нанкинской резне: «Qixia Monastery 1937»

## Галерея

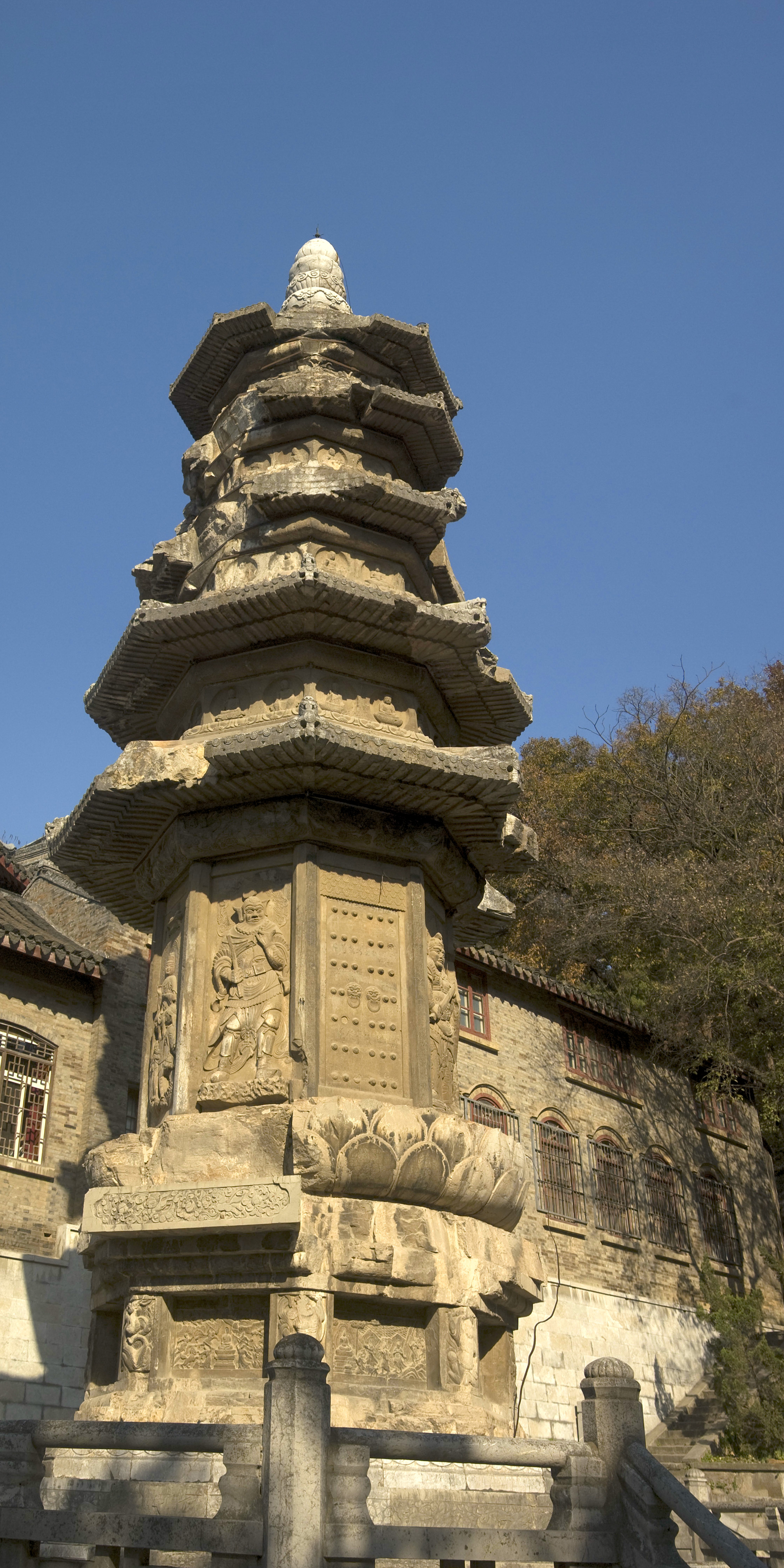
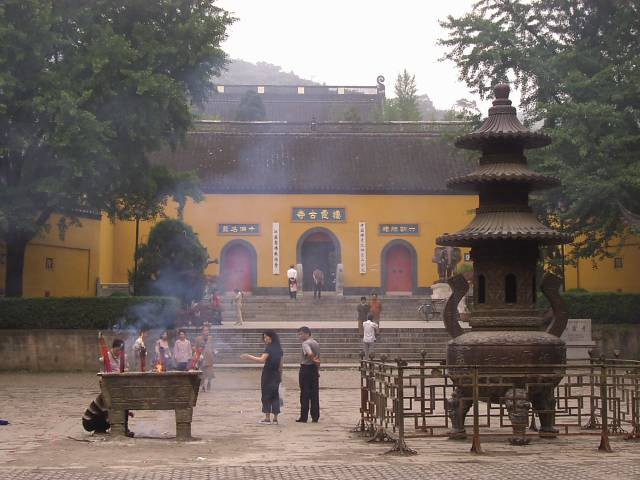
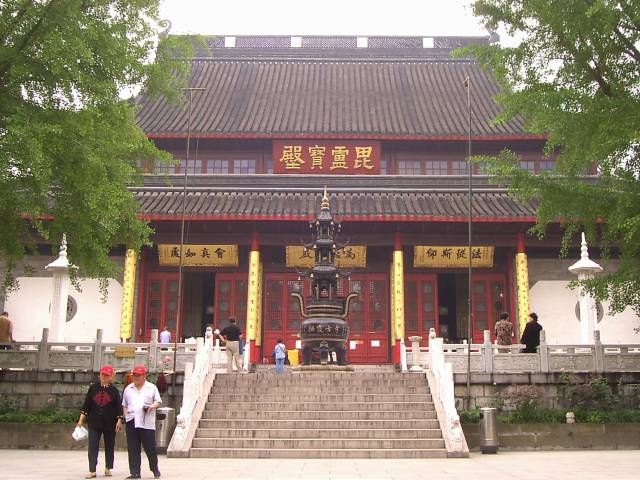
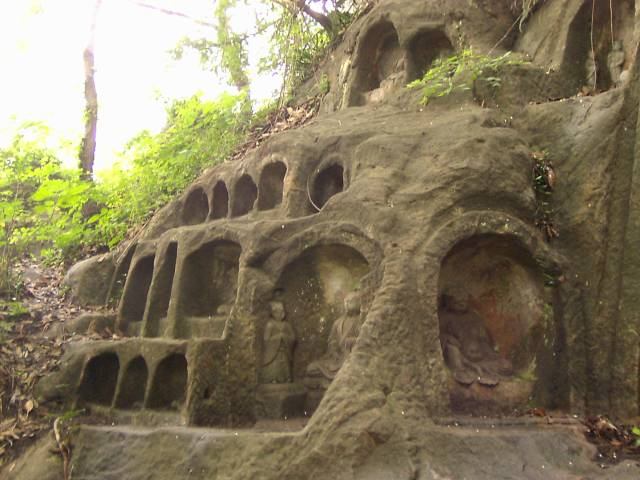